# Багатостороння зустріч у Білому домі щодо України (серпень 2025)
18 серпня 2025 року вісім європейських лідерів зібралися в Білому домі, щоб обговорити наслідки  саміту Росія — Сполучені Штати 2025 року. Головною темою порядку денного були надійні гарантії безпеки для України, аналогічні статті 5 Північноатлантичного договору.

## Передісторія

### Саміт Росія—США
За три дні до цієї зустрічі відбувся саміт Росія — Сполучені Штати між президентом Сполучених Штатів Дональдом Трампом та президентом Росії Володимиром Путіним. Головною темою обговорення була триваюча російсько-українська війна, яку Трамп хотів припинити.

### Зустріч Трампа з Зеленським

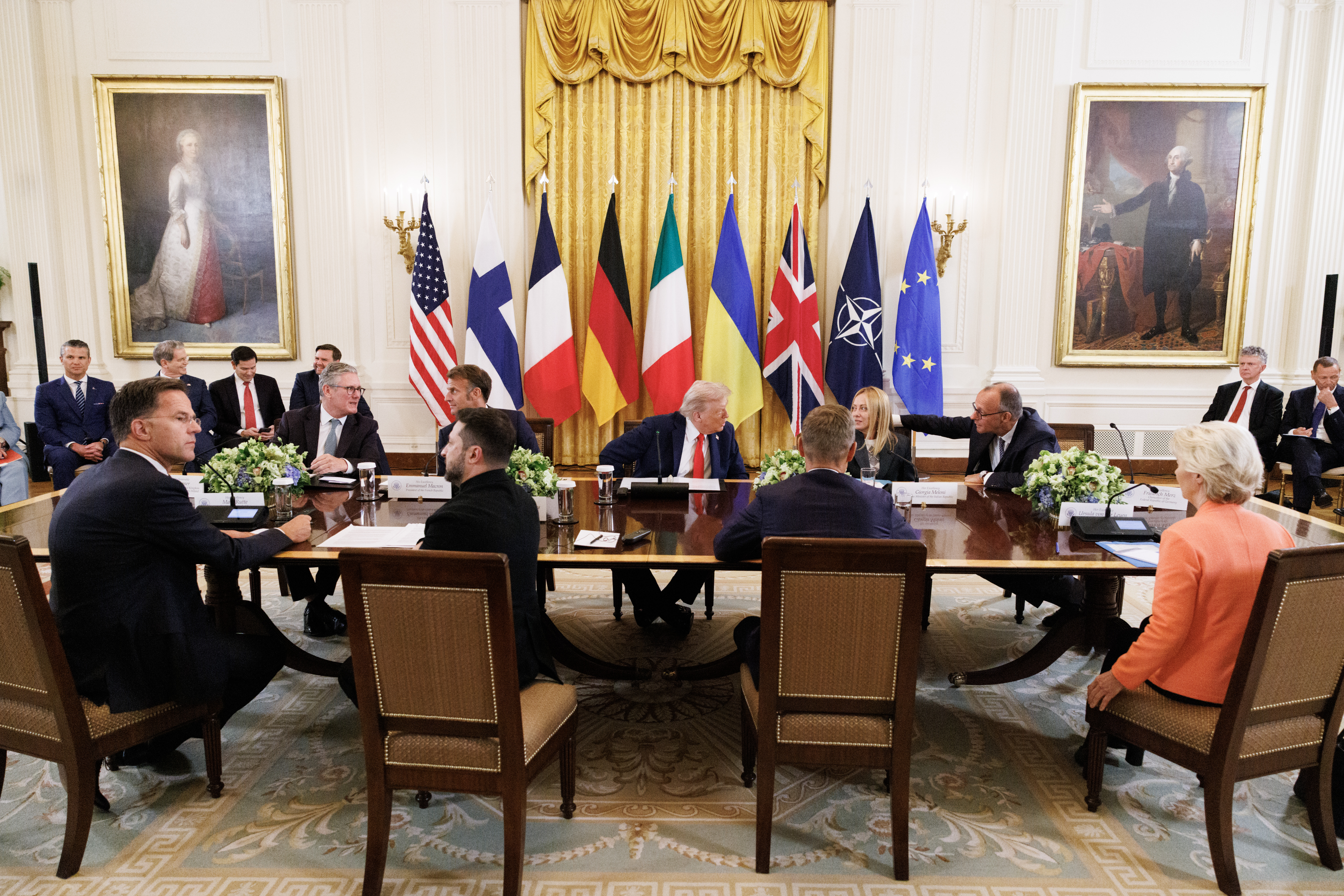
Посадовці ЄС, Генеральний секретар НАТО, Зеленський та Трамп перед їхньою зустріччю 18 серпня 2025 року

Безпосередньо перед зустріччю з ЄС Трамп зустрівся із Зеленським. На пресконференції, що безпосередньо передувала зустрічі Трампа та Зеленського, Зеленський особисто передав листа від своєї дружини Олени Зеленської першій леді США Меланії Трамп, у якому вона дякує за зусилля, спрямовані на повернення українських дітей, які утримуються в Росії.
Трампа запитали про його попередню заяву про те, що Зеленський може покласти край війні «негайно». Трамп відповів, що він досі вірить у це, і що існує велика ймовірність досягнення врегулювання під час майбутньої тристоронньої зустрічі з Росією, Україною та Сполученими Штатами. Зеленський сказав, що також хотів би, щоб така зустріч відбулася.
Трамп заявив, що Сполучені Штати запропонують Україні надійний захист безпеки, але залишив відкритим питання, чи це буде під керівництвом НАТО, чи буде інша форма участі США.
Трамп звинуватив колишнього президента США Джо Байдена у нездатності запобігти вторгненню Росії в Україну у 2022 році та розповів про те, як вибори 2020 року були «вкрадені» у нього, а також про інші проблеми, які він мав із демократами.
Трамп повторив, що не вважає припинення вогню необхідним для мирного договору. Це ознаменувало зміну позиції Трампа порівняно з його зустріччю з Путіним попереднього тижня. Перед самітом Росія-Сполучені Штати він заявив, що хоче «швидкого» припинення вогню, і пригрозив Росії економічними санкціями, якщо його не буде досягнуто.
Зеленський заявив, що Україна може закуповувати американську зброю за підтримки європейських країн та інших програм фінансування. Він наголосив, що зміцнення та переозброєння збройних сил країни є життєво важливим.

## Зустріч
Безпрецедентне (за сучасних часів) зібрання такої кількості світових лідерів у Білому домі підкреслило серйозність геополітичної кризи. Кілька лідерів, зокрема прем'єр-міністр Італії Джорджія Мелоні та президент Європейської комісії Урсула фон дер Ляєн, запропонували гарантії безпеки для України, подібні до пункту НАТО про колективну оборону, згідно з яким напад на одну особу розглядається як напад на всіх.
Трамп у певний момент зробив паузу на зустрічі, щоб телефоном проінформувати президента Росії Володимира Путіна.
Після зустрічі президент Франції Макрон спеціально наголосив, що гарантії безпеки стосуються безпеки «всього європейського континенту». Канцлер Німеччини Фрідріх Мерц зазначив пресі, що «Російська вимога до Києва відмовитися від вільних частин Донбасу, прямо кажучи, відповідає пропозиції до Сполучених Штатів відмовитися від Флориди».

## Аналіз зустрічі
Колишня заступниця генерального секретаря НАТО Роуз Ґоттемюллер наголосила, що визнання Трампом гарантій безпеки для України та участі США в них має величезне значення. Гарлан Ульман з аналітичного центру Atlantic Council побоювався, що «гарантії безпеки будуть дуже і дуже складними». Анатолій Лівен, аналітик Інституту відповідального державного управління Квінсі, зазначив, що Росія з самого початку виступала за мирну угоду без попереднього припинення вогню, оскільки припинення вогню втратить її єдиний важіль впливу. Також Ліза Фохт з BBC заявила, що відмова від вимоги припинення вогню була б вигідною для Росії.